# Hamadi Zendri
 (mars 2025).
Si vous disposez d'ouvrages ou d'articles de référence ou si vous connaissez des sites web de qualité traitant du thème abordé ici, merci de compléter l'article en donnant les références utiles à sa vérifiabilité et en les liant à la section « Notes et références ».
 (17 mars 2025).
Si vous êtes l’auteur de ce texte, vous êtes invité à donner votre avis ici. À moins qu’il soit démontré que l’auteur de la page autorise la reproduction et que ce contenu soit compatible avec les principes fondateurs de Wikipédia, cette page sera supprimée ou purgée au bout d’une semaine maximum. En attendant le retrait de cet avertissement, veuillez ne pas réutiliser ce texte.
Hamadi Zendri  , né le 26 avril 1977 , est un handballeur algérien

## Biographie
Zendri Hamadi a été détecté alors qu'il n'avait que douze ans, à la suite d'une sélection scolaire, au CEM Mouloud Feraoun de Saïda par les entraîneurs Mahmoudi Tayeb et Bahloul Ahmed.
Sa formation handballistique a été assurée par le MB Saïda de 1989 à 1995 à travers les différentes catégories où il s'est distingué par ses qualités indéniables de grand joueur. Sa carrière professionnelle débuta d'abord au MC Saïda puis au MC Oran, MC Alger, Espérance Tunis, Meida Tunis et enfin le retour au bercail à Saïda. Ce joueur hors pair, technicien supérieur du sport, possède un palmarès des plus éloquents. Il a été finaliste de la Coupe d'Algérie et a joué la demi-finale de la coupe arabe à Tunis, l'année 1998/1999 avec le MC Oran. Zendri a remporté plusieurs titres avec le prestigieux club du MC Alger, notamment la coupe d'Algérie, le championnat d'Algérie ainsi que la coupe d'Afrique des clubs champions au Benin (Cotonou) et aussi la super-coupe d'Afrique au Benin, trophées remportés l'année 1999/2000 et a également joué durant cette période avec l'équipe nationale de hand qui a remporté la coupe arabe des nations (Jordanie).
De 2000 à 2008, il fait partie de l'équipe nationale aux jeux méditerranéens à Tunis, finaliste de la coupe arabe des clubs avec l'Espérance de Tunis, médaille d'or aux jeux africains de Johannesburg, médaille d'argent aux jeux africains de Abuja, Nigeria et participe au championnat du monde de handball Tunis et enfin avec le MC Saïda, finaliste de la coupe d'Algérie et finaliste à la coupe d'Afrique des clubs champions au Maroc (Meknès ). Questionné sur sa réussite dans sa carrière sportive, Zendri, sans ambages, dira : «La clé de la réussite c'est l'amour de la discipline qu'on pratique, le sérieux, l'hygiène de vie, la concentration et la persévérance».

## Palmarès
Avec les clubs
MC Oran
- Finaliste de la Coupe d'Algérie : 1999
- 4e place de la Coupe arabe des vainqueurs de coupe:  1999

MC Alger
- Championnat d'Algérie 2000
- Vainqueur de la Coupe d'Algérie : 2000
- Ligue des champions d'Afrique : 2000
- Supercoupe d'Afrique : 1999

Espérance sportive de Tunis
- Finaliste de la Coupe arabe des clubs champions : 2001

MC Saïda
- Finaliste de la Coupe d'Algérie : 2007 [3]

Avec l'équipe d'Algérie
- 17e place au championnat du monde 2005 ( Tunisie)[4]

Autres
- 7e place aux Jeux méditerranéens 2001 ( Tunisie)

- Médaille d'or  de la coupe arabe des nations 2000 ( Jordanie)

- Médaille d'or aux Jeux africains de 1999
- Médaille d'argent aux Jeux africains de 2003